# Lednik Tamyngen
Lednik Tamyngen (ryska: Ледник Тамынген) är en glaciär i Kirgizistan.   Den ligger i oblastet Batken, i den sydvästra delen av landet, 500 km sydväst om huvudstaden Bisjkek. Lednik Tamyngen ligger 4 247 meter över havet.
Terrängen runt Lednik Tamyngen är bergig åt nordost, men åt sydväst är den kuperad. Runt Lednik Tamyngen är det ganska glesbefolkat, med 22 invånare per kvadratkilometer. Det finns inga samhällen i närheten. Trakten runt Lednik Tamyngen är permanent täckt av is och snö.